# بالنگ کرسی

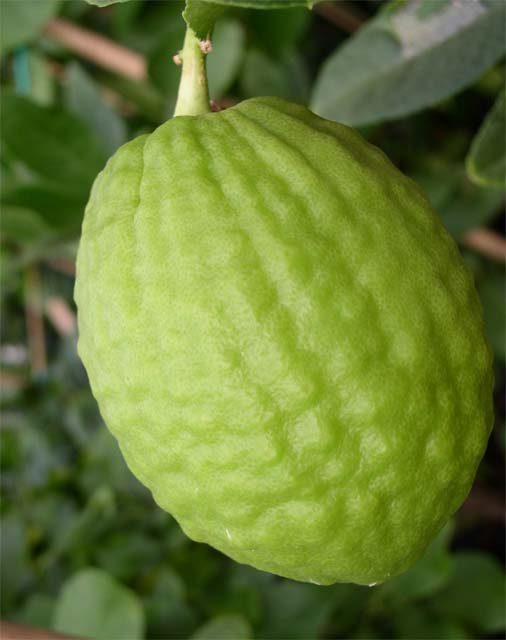
میوه بالنگ کرسی

بالَنگ کُرسی یک نوع درخت بالنگ است که میوه حاوی پالپ غیر اسیدی می‌دهد. نام این گیاه در اصلی‌ترین مرکز کشت آن که جزیره کرس فرانسه است ریشه دارد. گفته می‌شود که یکی از اولین مرکباتی بوده که به خاک جزیره کرس رسیده‌است. این درخت آهسته رشد می‌کند و به ارتفاع حدود ۳ تا ۴ متر می‌رسد، شاخه‌های آن باز و گسترده‌است، و خار هائی با اندازه متوسط دارد. شکوفه‌های فوق‌العاده معطر بالنگ کرسی در ماه فروردین شکوفه می‌کند و تا شهریور گل دارد، و برای تولید عسل خوب مناسب است.
میوه این درخت بسیار بزرگ است و تواند تا ۲۵ سانتی‌متر طول و تا ۴ کیلوگرم وزن داشته باشد. وقتی که میوه رسیده باشد رنگ پوست زرد لیمویی دارد و دانه‌هایش سفید مایل به زرد است، کم‌آب است و تعمی شیرین و کمی تلخ دارد.